# Радимно
Радимно (пољ. Radymno) град је у Пољскок у Поткарпатском војводству. Административно припада повјату Јарослав. По подацима из 2012. године број становника у месту је био 5528. Град је осниван као мало насеље већ 1366. и током сљедећих векова постепено је растао. Свој значај је добио захваљујући железничкој прузи Краков-Лавов, која је званично отворена 1860. године.

## Становништво
| 2012. |
| ----- |
| 5.528 |